# Euphranta athertonia
Euphranta athertonia
 es una especie de insecto del género Euphranta de la familia Tephritidae del orden Diptera. 
Permkam y Albany Hancock la describieron científicamente por primera vez en el año 1995.